# Angelo Quaglia
Angelo Quaglia (ur. 28 sierpnia 1802 w Corneto, zm. 27 sierpnia 1872 we Rzymie) – włoski duchowny katolicki, kardynał.

## Życiorys
Pochodził z arystokratycznego rodu. Święcenia kapłańskie przyjął w 1826. 27 września 1861 Pius IX wyniósł go do godności kardynalskiej. Od 1863 do śmierci był prefektem Kongregacji ds. Biskupów i Zakonników oraz Kongregacji ds. Dyscypliny Zakonnej. Uczestniczył w obradach Soboru watykańskiego I. W latach 1871–1872 pełnił urząd Kamerlinga Świętego Kolegium Kardynałów.